# Chantaburi (provincie)
Chantaburi is een Thaise provincie aan de zuidkust van de golf van Thailand, in het oosten van Thailand. In december 2002 had de provincie 506.011 inwoners, het is daarmee de 49e provincie qua bevolking in Thailand. Met een oppervlakte van 6338 km² is het de 34e provincie qua omvang in Thailand. De provincie ligt op ongeveer 245 kilometer van Bangkok. Chantaburi grenst in het oosten aan de provincies Rayong en Chonburi, in het noorden aan de provincies Chachoengsao en Sa Kaew, en in het westen aan de provincie Trat en Cambodja. Chantaburi heeft een kustlijn van 80,2 kilometer met onontdekte stranden.

De provincie is vooral bekend als een handelscentrum van edelstenen en vanwege zijn vele fruitplantages. De belangrijkste weg in deze provincie is Sukhumvit die loopt van het westen naar het oosten en de meeste plaatsen verbindt. Chantaburi bestaat voornamelijk uit heuvelland. De provincie is aan het einde van de 19e eeuw een tijdlang door Frankrijk bezet als straf omdat Thailand weigerde delen van Laos en Cambodja af te staan. Dit uit zich nog in de vele voorbeelden van Franse architectuur in deze provincie.

## Provinciale symbolen
|  | Het provinciale zegel van Chantaburi toont de maan omgeven door een aura. Binnen de afbeelding van de maan zit een konijn, want in de traditie van de Thai vormen de donkere gebieden op de maan (de maria) een konijn. Chantaburi betekent trouwens "stad van de maan". De provinciale boom is Diospyros decandra, de provinciale bloem is een orchidee. |

## Klimaat
De gemiddelde jaartemperatuur is 29 graden. De temperatuur schommelt tussen 17 graden en 35 graden. Gemiddeld valt er 2500 mm regen per jaar.

## Politiek

### Bestuurlijke indeling
De provincie is onderverdeeld in 9 districten (Amphoe) en 1 subdistrict (King Amphoe), die weer onderverdeeld zijn in 76 gemeenten (tambon) en 690 dorpen (moobaan).
| Amphoe 1. Chantaburi 2. Khlung 3. Tha Mai 4. Pong Nam Ron 5. Makham 6. Laem Sing 7. Soi Dao 8. Kaeng Hang Maeo 9. Na Yai Am | King Amphoe 10. Khao Khitchakut |  |